# Control (film, 2007)
Control je britský životopisný film z roku 2007 o životě Iana Curtise, zpěváka anglické post-punkové skupiny Joy Division. Jde o první celovečerní film fotografa a režiséra Antona Corbijna.

## Vznik filmu
Scénář Matta Greenhalgha vycházel z biografie Curtisovy manželky DeborahTouching from a Distance. Deborah Curtis se na filmu podílela také jako koproducentka, společně s Tony Wilsonem, který desky Joy Division vydával prostřednictvím svého labelu Factory Records. Curtisovi kolegové z kapely Bernard Sumner, Peter Hook a Stephen Morris vytvořili scénickou hudbu pro soundtrack spolu s jejich další skupinou New Order. Snímek byla natočen na lokacích v Nottinghamu, Manchesteru a Macclesfieldu, natáčel se také v místech, kde Curtis žil. Obraz byl nasnímán barevně a poté převeden do černobílé, která více připomínala atmosféru té doby i hudby kapely.
Název snímku pochází z písně Joy Division She's Lost Control a odkazuje na skutečnost, že se Curtis snažil udržet si kontrolu nad svým vlastním životem, přestože neměl žádnou kontrolu nad svou epilepsií a užíváním léků.

## Děj filmu
Film zachycuje události ze života Iana a Deborah Curtisových (Sam Riley, Samantha Morton) v 70. letech, konkrétně v letech 1973 až 1980. Zaměřuje se na jejich manželství, vznik a kariéru skupiny Joy Division, Ianův boj s epilepsií a jeho mimomanželský poměr s belgickou novinářkou Annik Honoré, který vyvrcholil jeho sebevraždou v květnu 1980.
Curtis je nejprve představen jako mladý rozervaný muž, který dává přednost samotě a psaní básní. Snímek však také představuje divákům počátky kapely, které vznikly na základě inspirace nespoutanou energií na koncertech skupiny Sex Pistols. Mladý Ian Curtis jim dobrovolně vypomohl jako zpěvák, později si sám zakládá vlastní skupinu Warsaw (Varšava). Po složení celé skupiny se přejmenovávají na Joy Divison a začínají jejich nejúspěšnější léta. Ta začínají náhodným setkáním s producentem Tony Wilsonem a účinkováním v televizním souboji kapel s jejich písní Transmission.

## Obsazení
| Sam Riley            | Ian Curtis                  |
| Samantha Morton      | Deborah Curtis              |
| Craig Parkinson      | Tony Clifton                |
| Toby Kebbell         | Rob Gretton, manažer kapely |
| Alexandra Maria Lara | Annik Honnoré               |

## Uvedení a ceny
Control měl premiéru na filmovém festivalu v Cannes dne 17. května 2007, kde získal několik ocenění. Získal mimo jiné Zvláštní uznání za cenu Caméra d'Or za nejlepší celovečerní debut. Poté získal pět cen British Independent Film Awards, včetně cen za nejlepší film, režii, nebo nejslibnějšího nováčka Sama Rileyho. V roce 2007 byl vyhlášen nejlepším filmem na Evening Standard British Film Awards a Greenhalgh získal cenu Carla Foremana za mimořádný výkon ve svém prvním celovečerním filmu na 61. ročníku udílení cen Britské akademie .

## Výroba
Control je Corbijnův debut jako filmového režiséra. Polovinu plánovaného rozpočtu 4,5 milionu eur zaplatil z vlastní kapsy. Corbijn byl oddaným fanouškem Joy Division od počátků kapely na konci 70. let. Po přestěhování do Anglie se se skupinou spřátelil a natočil několik snímků pro NME, což nastartovalo i jeho kariéru jako fotografa. Některé z jeho snímků jsou ve filmu uvedeny. Režíroval také hudební video pro znovuvydání skladby Atmosphere v roce 1988, které vzniklo osm let po Curtisově smrti.
| „               | „Přestěhoval jsem se do Anglie, abych měl k té hudbě blízko. Byl jsem z Joy Division naprosto nadšený. Pracoval jsem s nimi, fotil je, což se stalo synonymem pro jejich hudbu, a byli jsme tak navždy spojení." | “ |
| — Anton Corbijn | |   |

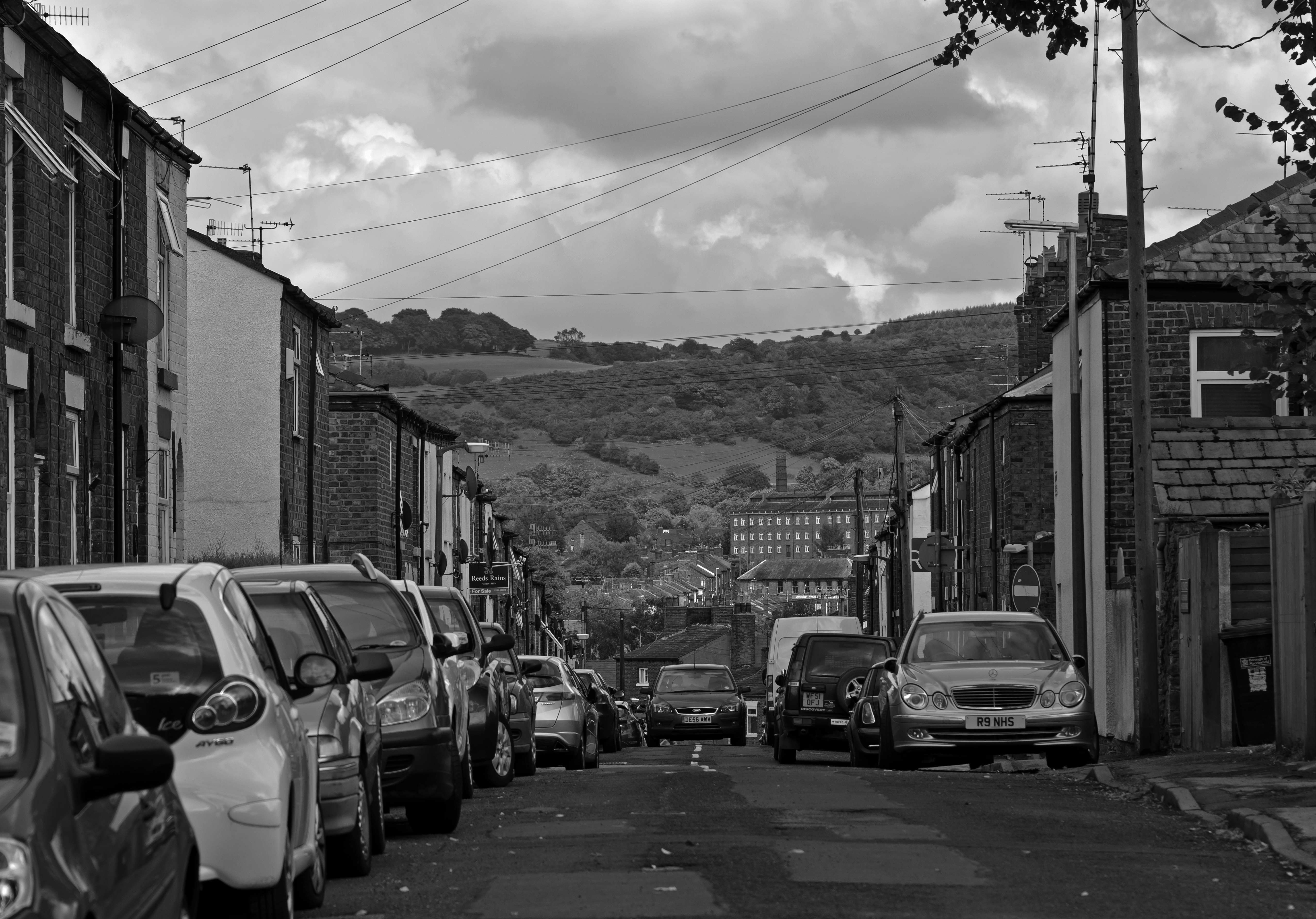
Ulice v Macclesfieldu, místa natáčení filmu

Natáčení začalo 3. července 2006 a trvalo sedm týdnů. Natáčení v Barton Street a okolí (kde Curtis žil a zemřel) se Macclesfield konalo 11. a 12. července 2006. Závěrečná scéna filmu je natočena v Macclesfieldu na místě, kde je umístěn pamětní kámen Iana Curtise. Kamera se rozjíždí, aby odhalila krematorium, které je vidět přímo z jeho památníku.

### Tržby
Film celosvětově vydělal 8,9 milionu dolarů.

## Ohlasy
Peter Bradshaw, hlavní filmový recenzent deníku The Guardian, popsal Control jako „nejlepší film roku: něžný, ponuře vtipný a skvěle zahraný životopisný film o Curtisovi“. Prominentní americký filmový kritik Roger Ebert dal filmu tři a půl hvězdičky ze čtyř a napsal, že „mimořádným úspěchem Control je, že funguje současně jako hudební životopisný film a příběh o životě."
Někteří recenzenti přesto komentovali film negativně. Ray Bennett z Reuters popsal Control jako „zklamání“ a řekl, že film „obsahuje spoustu hudby z té doby a má slušné výkony, ale nedokáže obhájit svou padlou hvězdu“. 

### Reakce členů kapely
Peter Hook a Stephen Morris, dva ze zakládajících členů Joy Division, film obecně chválili. Morris zpochybnil její přesnost a řekl: „Něco z toho není skutečně pravda“, ale uznal potřebu upravit fakta, protože „pravda je příliš nudná“. Hook kritizoval reakci diváků v předpremiéře a řekl, že na konci filmu „to opravdu bolelo, když všichni začali tleskat. Bylo by hezké mít důstojné ticho." 
Hook také poznamenal, že „Control je zatraceně přesnější než 24 Hour Party People. Můžete říct, že nás Anton znal a znal nás dobře a vzal si původní scénář, který byl velmi anglický a docela nenápadně ho prohloubil a měl širší přitažlivost, takže to nedávalo smysl nejen anglickému publiku, ale mezinárodně." 